# Obtusella lata
Obtusella lata is een slakkensoort uit de familie van de Rissoidae. De wetenschappelijke naam van de soort is voor het eerst geldig gepubliceerd in 1999 door Rolán & Rubio.